# Ondřej Kyas
Ondřej Kyas (* 14. dubna 1979 Boskovice) je český hudební skladatel a hudebník.

## Hudební činnost
Studoval na Masarykově univerzitě obory český jazyk a muzikologii. Je zakladatelem a dvorním skladatelem Ensemblu Opera Diversa. Je autorem pěti celovečerních oper, Pickelhering 1607 aneb Nový Orfeus z Bohemie (2007), Společná smrt milenců v Šinagawě (2009), Dýňový démon ve vegetariánské restauraci (2010), Ponava (Zmizelé řeky) (2013) a Čaroděj a jeho sluha (2016), a zhruba dvou desítek minioper a několika instrumentálních skladeb pro Ensemble Opera Diversa. Spolupracuje s libretistou Pavlem Drábkem. Dnes učí na gymnáziu třídy kapitána Jaroše hudební výchovu.
Hrál a autorsky se podílel v řadě brněnských alternativních a bigbítových kapel:
- Baron Obkrokin (1992-1996)
- Lunochod (c1995-2000)
- Nechere (c2001-2003)
- Hajzli (c1999-2001)
- U-Musik (c2004-2006)
- Prvouka (2005-2007)
- Cute Kid (2006-2007)
- Mucha (2014–)
- Květy (2016–, již dříve působil jako host na albech i koncertech)

V současnosti vystupuje se svými písněmi coby "elektrifikovaný písničkář" Kygiss. Dále je členem folkové skupiny Terebint.

## Soupis nejdůležitějších skladeb

### Opery proEnsemble Opera Diversana libretaPavla Drábka
- Pickelhering 1607 aneb Nový Orfeus z Bohemie (2007), komediální komorní opera (100') pro 9 zpěváků a 18členný orchestr
- Společná smrt milenců v Šinagawě (2009), polovečerní poetická opera (65') pro 5 zpěváků a 10členný orchestr
- Dýňový démon ve vegetariánské restauraci (2010), gastronomický gesamtkunstwerk pro 4 sólisty, Lucipera, malý kuchyňský sbor a komorní orchestr
- Ponava (Zmizelé řeky) (2013), poetická opera o tajemných řekách pod našima nohama
- Čaroděj a jeho sluha (2016), strašidelná pohádková opera o pekelné službě

### Muzikál
- Na dno (2015), komorní muzikál pro absolventský ročník JAMU

### První miniopery
- The Parrot (1999, Papoušek), anglická miniopera (28') pro 3 zpěváky, klavír a papouška podle básně The Raven (Havran) a eseje The Philosophy of Composition (Filozofie tvorby) Edgara Allana Poea, společně s Pavlem Drábkem
- Dva bratři (1999), první česká miniopera (14'), pro soprán, tenor, bas, flétnu, hoboj a klavír, společně s Pavlem Drábkem

### Miniopery proEnsemble Opera Diversana libreta Pavla Drábka
- Rýbrcoulova tůň (2003), krkonošská miniopera (28') pro čtyři hlasy, hoboj, klarinet, housle, violu, violoncello (a cembalo), společně s Pavlem Drábkem
- Metařka listí (2003), podzimní městská kantáta (14') pro soprán, malý mužský sbor, flétnu, violu, violoncello a cembalo
- Mluvící dobytek (2004-2005), hororový minioperní triptych (50') pro hlasy a čtyři nástroje (fl/ob, vla, cl, fg) o částech:
  - Smějící se hlava, hororová kantáta pro dvě sóla a malý mužský sbor
  - Labe, hydrologická árie veletoku pro sólo a malý smíšený sbor
  - Mluvící dobytek, hororová miniopera pro sedm zpěváků
- Japonský triptych (2006-2008), čtyři (nikoli tři) miniopery pro pár hlasů a čtyři nástroje; inspirováno tradiční japonskou fraškou kjógen:
  - Loupežnická nevěsta (8'), pro soprán a bas, podle kjógenu Jasemacu (viz záznam představení na YouTube)
  - Listonoš aneb Krytí plemenné něvské maškarády (10'), pro soprán, baryton a bas (viz záznam představení na YouTube)
  - Muž a žena v loďce (9'), pro soprán a bas, podle příběhu vypravěčského umění rakugo (viz záznam představení na YouTube)
  - Zpívající ženich (15'), pro tenor, bas a mlčící sopranistku, podle kjógenů Fukitori a Iwahaši (tyto miniopery jsou věnovány Jakubu a Terezii Tučkovým)

### Instrumentální skladby
- 3 smyčcové kvartety
- 2 mše: 1. "rytmická" (pro smíšený sbor, sóla, varhany, el. kytaru, baskytaru a bicí), 2. "sine Gloria" (pro smíšený sbor a varhany)
- Magnificat pro sóla, smíšený sbor a smyčcové trio
- Vize pro 2 smyčcová kvarteta
- Trojkoncert pro flétnu, klarinet, fagot a smyčcový orchestr (2006)
- Prázdné ulice (2008), fantazie pro smyčcový orchestr, inspirovaná stejnojmenným románem Michala Ajvaze
- Melodie (2009) pro smyčcový orchestr
- Stabat mater (2010) pro sóla, dva sbory a komorní orchestr
- " Komorní symfonie č. 1" (2011) pro smyčcový orchestr a tři sólové hráče
- Magnificat (2012) pro komorní sbor a smyčcový orchestr (premiéra Ensemble Versus a Ensemble Opera Diversa, 13. 6. 2012 v Brně; dir. Tomáš Krejčí)
- Strange Kind of Happiness (2012), klavírní kvintet, na objednávku Ensemble 10/10 (premiéra Ensemble 10/10, 15. 6. 2012 v Liverpoolu)

## Diskografie
- Syntezátor ve dnech kdy spím, 2016
- Solárium, 2019
- Mezopotámie, 2022